# Guillaume Bouzignac
Guillaume Bouzignac (Sant Nazari d'Aude, França, ca. 1587 - c. 1643) va ser un compositor mestre de cors de diverses catedrals i del que es conserven dos manuscrits.

## Trajectòria
Guillaume Bouzignac va néixer probablement en 1587 en Sant Nazari d'Aude. Va estudiar en la catedral de Narbona fins a 1604 i va ser mestre del cor en les catedrals d'Angulema, Bourges, Tours, i Clarmont.
Els seus motets estan preservats en dos manuscrits. Els anomenats seue motets són altament distintius i el nombren amb les següents paraules: "Senzillament exposat, no hi ha una altra música d'aquesta època que s'assembli o soni igual que els motets de Bouzignac." "Un nom en aquest període sobresurt dels seus contemporanis en la música sagrada, incloent Masses: el de Guillaume Bouzignac". Els seus motets de diàleg, com Unus exvobis i Dum silentium, són oratoris a petita escala que anticipen a Giacomo Carissimi, i a Marc-Antoine Charpentier (1643-1704) dues generacions més tard.

## Discografia seleccionada
- Guillaume Bouzignac, Motets et scènes sacrées. Ensemble vocal Contrepoint, dir. Olivier Schneebeli. 1982. 1 CD Arion, ref. ARN 68001.
- Guillaume Bouzignac, Te Deum, Motets Les Arts florissants, Les Pages de lana Chapelle [maîtrise du CMBV], dir. William Christie. 1993. 1 CD Harmonia Mundi, ref. HM 901471.
- Guillaume Bouzignac, Motets - Motetten. Sächsisches Vocalensemble, dir. Matthias Jung. 1 CD Tacet, ref. B000S0PVR4.